# 21 Pułk Artylerii Lekkiej
21 Pułk Artylerii Lekkiej (21 pal) – oddział artylerii lekkiej Wojska Polskiego II RP.
Pułk stacjonował w garnizonach: Rzeszów, Kraków i Biała (III dywizjon w Oświęcimiu). Był organiczną jednostką artylerii 21 Dywizji Piechoty Górskiej. Pod względem szkolenia podporządkowany był dowódcy 5 Grupy Artylerii. Jako datę święta pułkowego przyjęto dzień 25 maja – rocznicę rozpoczęcia formowania pułku.

## Formowanie i walki
Jednostka sformowana została w lutym 1921 jako 21 pułk artylerii polowej. Początki oddziału związane są z powstaniem w lutym 1920 wywodzącej się z baterii zapasowej z Krakowa nowej baterii zapasowej. Nowa bateria otrzymała z krakowskiej baterii zapasowej i ze zbrojowni warszawskiej sprzęt na jeden dywizjon. Następnie została przeniesiona do Rzeszowa, gdzie sformowała I dywizjon. II dywizjon pułku był organizowany w połowie sierpnia 1920 przy baterii zapasowej 6 pap w Krakowie, a 3 da przy baterii zapasowej 2 pap Leg. w Radomiu. W skład III dywizjonu weszły baterie z ochotniczego 202 pap.

### Kawalerowie Virtuti Militari
| Żołnierze I/21 pap odznaczeni Krzyżem Srebrnym Orderu Wojskowego Virtuti Militari za wojnę 1920: | Żołnierze I/21 pap odznaczeni Krzyżem Srebrnym Orderu Wojskowego Virtuti Militari za wojnę 1920: | Żołnierze I/21 pap odznaczeni Krzyżem Srebrnym Orderu Wojskowego Virtuti Militari za wojnę 1920: |
| ------------------------------------------------------------------------------------------------ | ------------------------------------------------------------------------------------------------ | ------------------------------------------------------------------------------------------------ |
| kpt. Jan Geniusz                                                                                 | kpt. Karol Łopatkiewicz nr 1851                                                                  | kan. Józef Mazurkiewicz                                                                          |

Ponadto 7 oficerów, 4 podchorążych i 25 szeregowych zostało odznaczonych Krzyżem Walecznych.

## Pułk w okresie pokoju

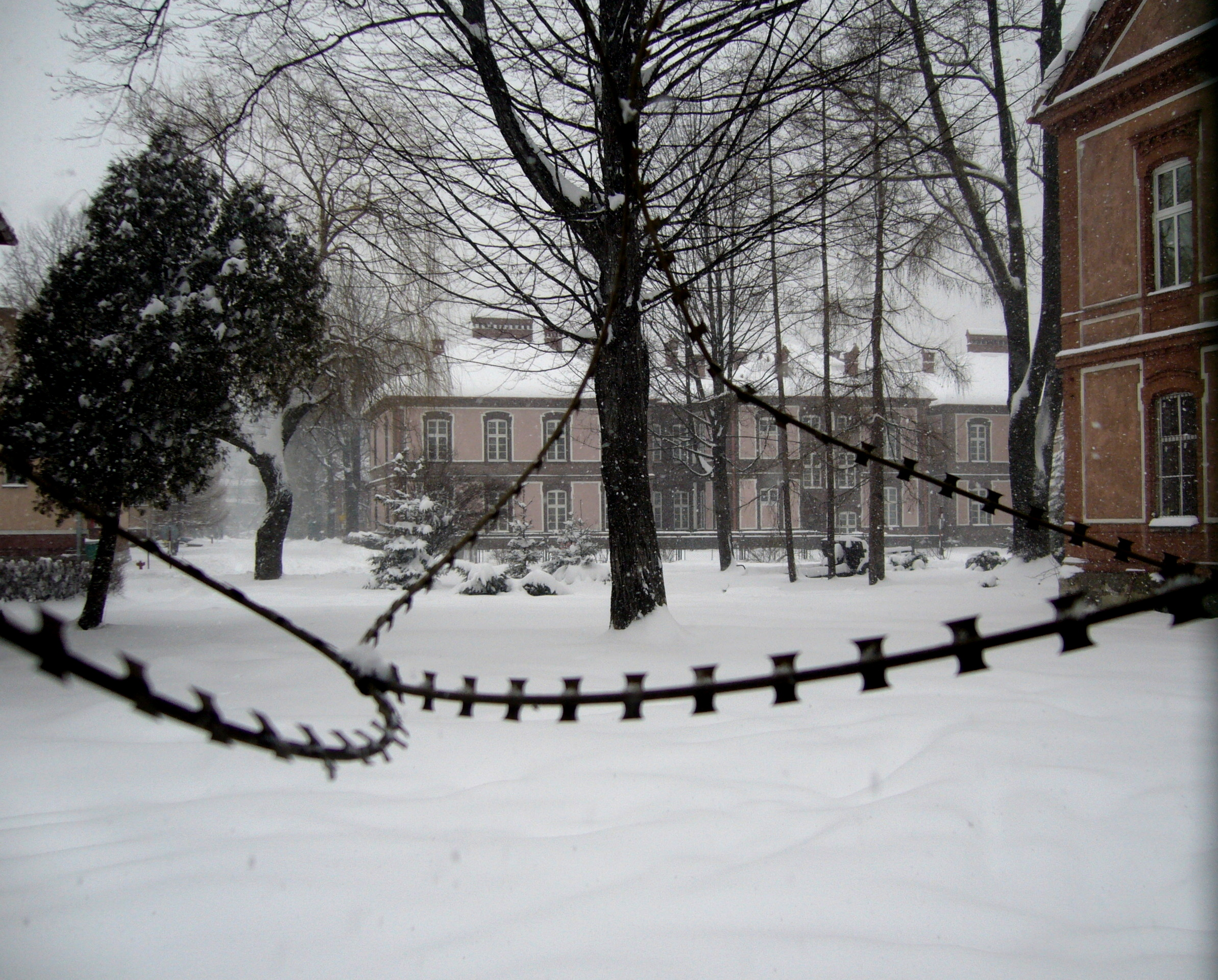
Koszary w Bielsku-Białej – miejsce stacjonowania pułku

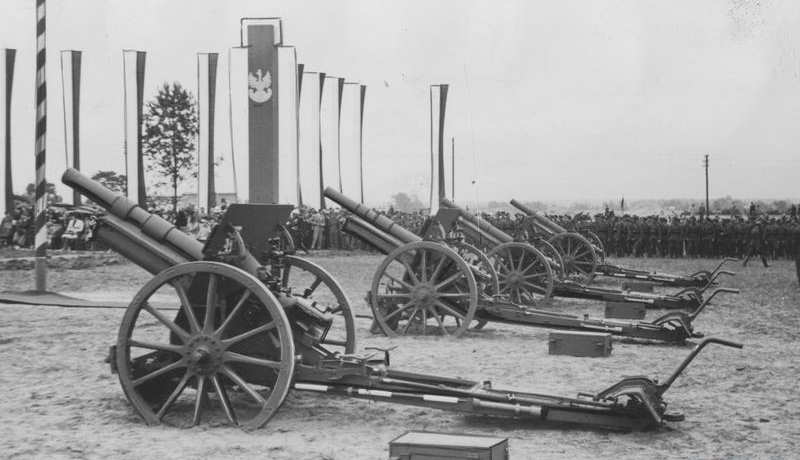
Haubice 100 mm wz. 1914/19P

29 sierpnia 1922 roku pułk przybył do Krakowa i zajął koszary na Dąbiu.
10 maja 1926 w Domu Żołnierza Polskiego dzięki staraniom garnizonowego Komitetu Opieki nad Żołnierzem odbyło się uroczyste pożegnanie pułku z garnizonem krakowskim. Dwa dni później o godz. 9.00 pułk opuścił koszary.
31 grudnia 1931 roku na podstawie rozkazu B. Og. Org. 1120 – 18 Org. Ministra Spraw Wojskowych marszałka Polski Józefa Piłsudskiego 21 pap został przemianowany na 21 pułk artylerii lekkiej.
| Obsada personalna i struktura organizacyjna w marcu 1939 | Obsada personalna i struktura organizacyjna w marcu 1939 |
| -------------------------------------------------------- | -------------------------------------------------------- |
| dowódca pułku                                            | płk dypl. Konstanty Ważyński                             |
| I zastępca dowódcy                                       | ppłk Wojciech Pluta                                      |
| adiutant                                                 | por. Eustachy Jakubowski                                 |
| lekarz medycyny                                          | por. lek. Witold Aleksander Niewodoski                   |
| starszy lekarz weterynarii                               | mjr Franciszek Szkuta                                    |
| oficer zwiadowczy                                        | por. Henryk Piotr Porębski                               |
| oficer placu Bielsko                                     | por. Józef Aleksander Lehnert                            |
| w dyspozycji dowódcy                                     | por. Marian Karol Gadowski                               |
| II zastępca dowódcy (kwatermistrz)                       | mjr Józef Karol Jedynakiewicz                            |
| oficer mobilizacyjny                                     | kpt. Jan Skulski                                         |
| zastępca oficera mobilizacyjnego                         | por. Seweryn Tadeusz Marian Smólski                      |
| oficer administracyjno-materiałowy                       | por. Marian Jan Twardy                                   |
| oficer gospodarczy                                       | kpt. int. Marian Ludwik Rybakiewicz                      |
| oficer żywnościowy                                       | por. Jan Tomaszewski                                     |
| dowódca plutonu łączności                                | por. Kazimierz Szych                                     |
| oficer plutonu                                           | ppor. Józef Franciszek Maliński                          |
| dowódca szkoły podoficerskiej                            | kpt. Władysław Krzyściak *                               |
| dowódca plutonu                                          | por. Jan Kalina (*)                                      |
| dowódca plutonu                                          | ppor. Rudolf Reimann (*)                                 |
| dowódca plutonu                                          | ppor. Stanisław Marian Szkuta (*)                        |
| dowódca I dywizjonu                                      | mjr Józef I Kozieł                                       |
| dowódca 1 baterii                                        | kpt. Józef Podczaski                                     |
| dowódca plutonu                                          | ppor. Wiktor Toczyłowski                                 |
| dowódca 2 baterii                                        | kpt. Kazimierz Ryłko                                     |
| dowódca plutonu                                          | ppor. Ryszard Stanisław Toczkowski                       |
| dowódca 3 baterii                                        | vacat                                                    |
| dowódca plutonu                                          | por. Stanisław Juraszek                                  |
| dowódca II dywizjonu                                     | mjr Stefan Pałucki                                       |
| dowódca 5 baterii                                        | kpt. Władysław Krzyściak (*)                             |
| dowódca plutonu                                          | ppor. Stanisław Marian Szkuta (*)                        |
| dowódca 6 baterii                                        | kpt. Stanisław VII Wojciechowski                         |
| dowódca plutonu                                          | ppor. Jerzy Stanisław Makowski                           |
| dowódca III dywizjonu                                    | mjr Józef Korus                                          |
| adiutant dywizjonu                                       | kpt. Józef IV Jasiński                                   |
| pomocnik dowódcy dywizjonu ds. gosp.                     | kpt. Antoni Żyromski                                     |
| oficer zwiadowczy dywizjonu                              | por. Jan Kalina (*)                                      |
| dowódca 7 baterii                                        | p.o. por. Józef Misztal                                  |
| dowódca plutonu                                          | ppor. Rudolf Reimann (*)                                 |
| dowódca 8 baterii                                        | kpt. Jan Bronikowski                                     |
| dowódca plutonu                                          | ppor. Henryk Bandrowski                                  |
| dowódca plutonu                                          | ppor. Tadeusz Jankowski                                  |
| na kursie                                                | por. Adolf Jan Młodnicki                                 |

## Pułk w kampanii wrześniowej
W kampanii wrześniowej pułk walczył w składzie macierzystej 21 Dywizji Piechoty Górskiej.

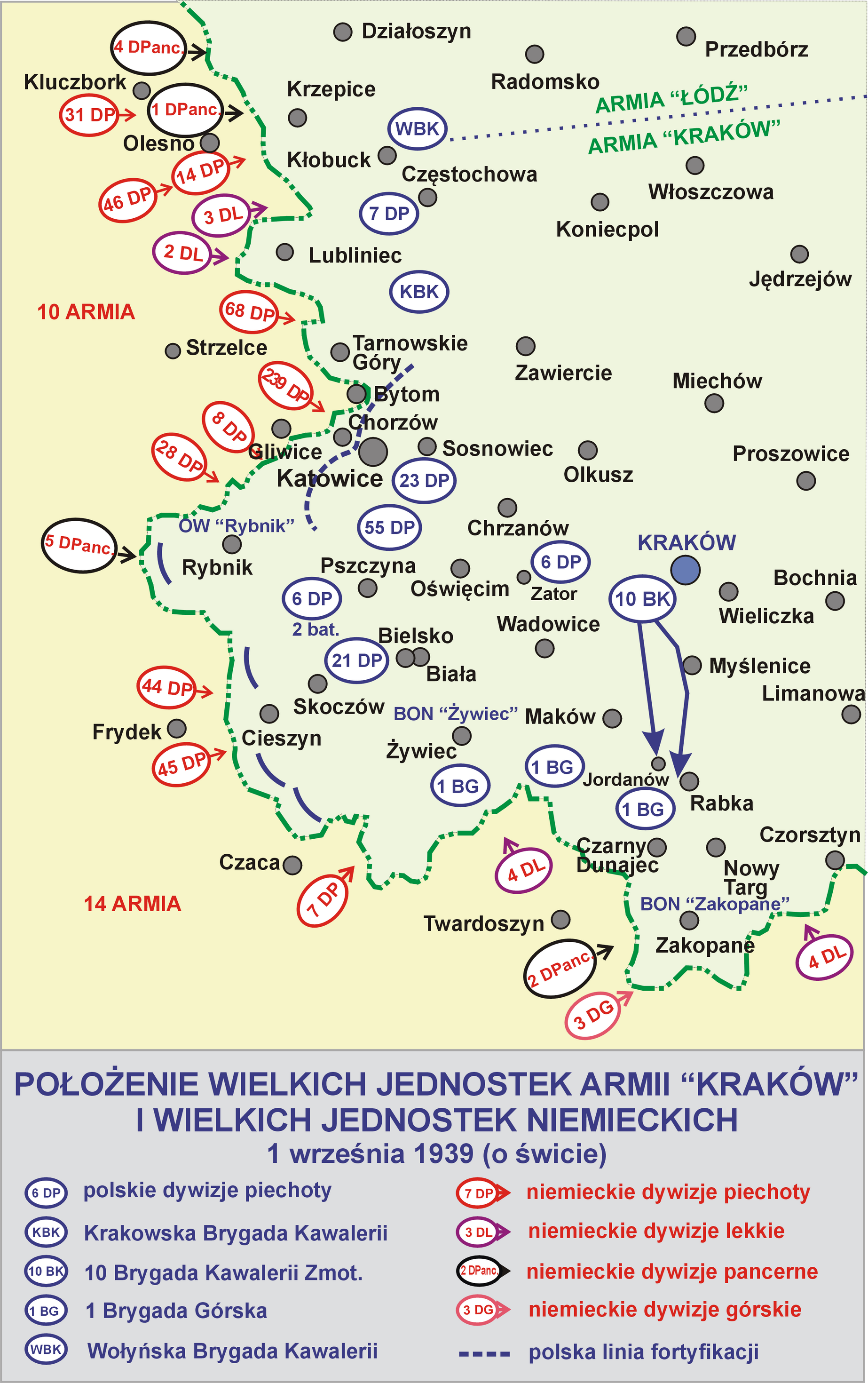
Pułk walczył w składzie 21 DPGórskiej

| Struktura organizacyjna i obsada personalna we wrześniu 1939 | Struktura organizacyjna i obsada personalna we wrześniu 1939 |
| Dowództwo                                                    | Dowództwo                                                    |
| ------------------------------------------------------------ | ------------------------------------------------------------ |
| dowódca pułku                                                | ppłk Pluta Wojciech                                          |
| adiutant                                                     | por. Jakubowski Eustachy                                     |
| oficer zwiadowczy                                            | por. rez. Lewinger- Banachowski Mieczysław                   |
| oficer łączności                                             | por. Porębski Henryk Piotr                                   |
| oficer broni                                                 | ppor. rez. Magzamen Norbert                                  |
| oficer płatnik                                               | kpt. Rybakiewicz Marian                                      |
| szef kancelarii pułku                                        | st.ogn. Kanach Franciszek                                    |
| I dywizjon                                                   |                                                              |
| dowódca dywizjonu                                            | mjr Koziełł Józef                                            |
| dowódca 1 baterii                                            | kpt. rez. Bujak Kazimierz                                    |
| dowódca 1 baterii                                            | ppor. Toczyłowski Wiktor                                     |
| dowódca 2 baterii                                            | ppor. rez. Grandowski Tadeusz                                |
| dowódca 3 baterii                                            | por. Młodnicki Adolf                                         |
| dowódca 3 baterii                                            | ppor. Juraszek Stanisław                                     |
| II dywizjon                                                  |                                                              |
| dowódca                                                      | kpt. Krzyściak Władysław                                     |
| dowódca 4 baterii                                            | kpt. Knycz Zdzisław                                          |
| dowódca 4 baterii                                            | ppor. Pasierbiński Jerzy                                     |
| dowódca 5 baterii                                            | kpt. Kurowski Witold                                         |
| dowódca 6 baterii                                            | ppor. Reimann-Hanczewski Rudolf                              |
| III dywizjon                                                 |                                                              |
| dowódca dywizjonu                                            | kpt. Jasiński Józef                                          |
| dowódca dywizjonu                                            | kpt. Bronikowski Jan                                         |
| dowódca 7 baterii                                            | por. Misztal Józef                                           |
| dowódca 8 baterii                                            | kpt. Bronikowski Jan,                                        |
| dowódca 8 baterii                                            | ppor. Kuźniar Eugeniusz                                      |
| dowódca 9 baterii                                            | por. Jankowski Tadeusz                                       |

## Symbole pułkowe

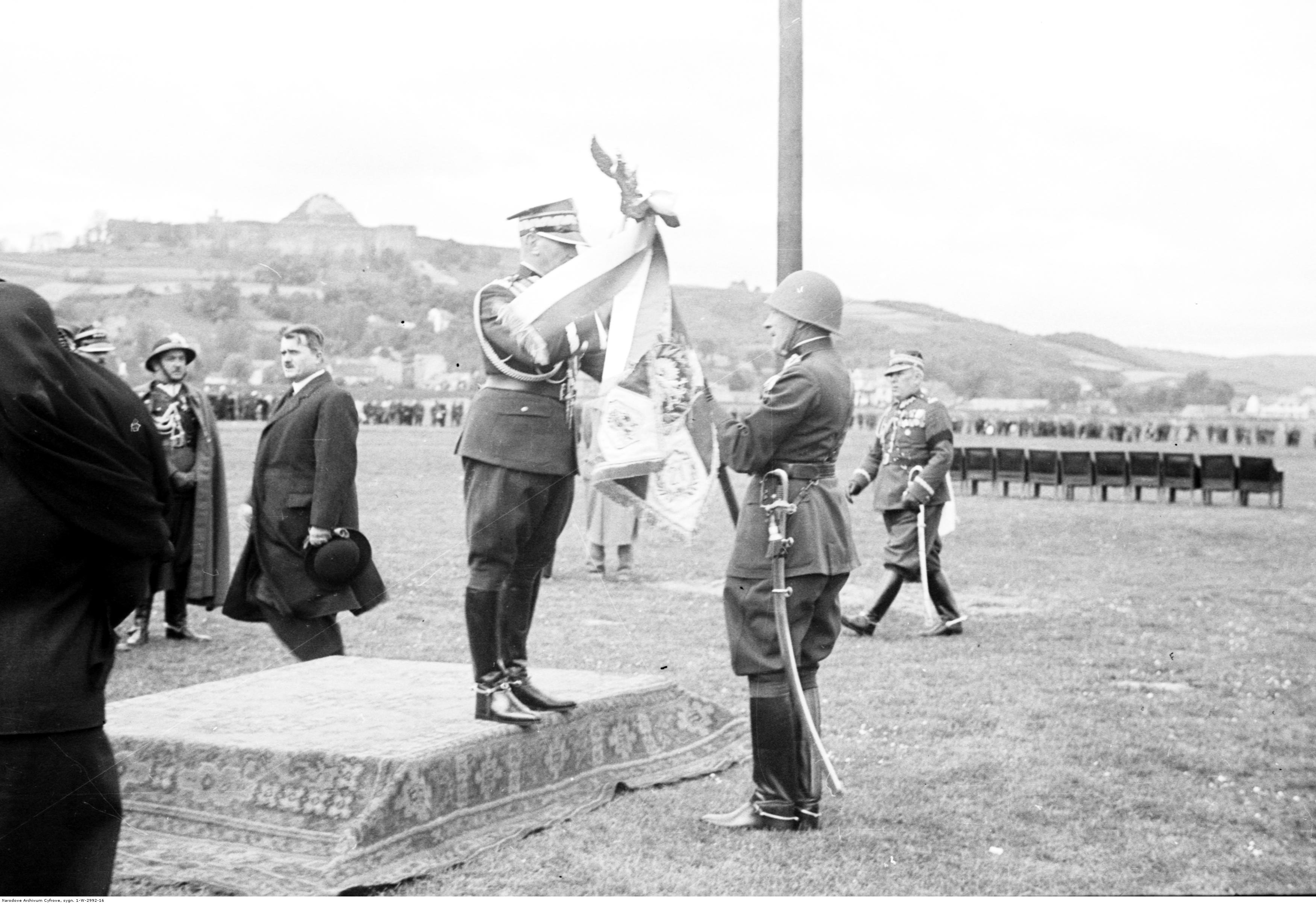
Wręczenie sztandarów pułkom artylerii na krakowskich Błoniach - d-ca 21 pal odbiera sztandar z rąk Inspektora Armii gen. dyw. Juliusza Rómmla

### Sztandar
4 grudnia 1927 Prezydent RP Ignacy Mościcki zatwierdził wzór sztandaru dla 21 pal. 29 maja 1938 na Błoniach krakowskich, gen. dyw. Juliusz Rómmel wręczył pułkowi sztandar.

Sztandar został wykonany zgodnie z wzorem określonym w rozporządzeniu Prezydenta Rzeczypospolitej z dnia 13 grudnia 1927 o godłach i barwach państwowych oraz o oznakach, chorągwiach i pieczęciach.
Na prawej stronie płata także znajdował się amarantowy krzyż, w środku którego wyhaftowano orła w wieńcu laurowym. Na białych polach, pomiędzy ramionami krzyża, znajdowały się cyfry 21 w wieńcach laurowych.

Na lewej stronie płata sztandarowego, pośrodku krzyża kawaleryjskiego znajdował się wieniec taki sam jak po stronie prawej, a w wieńcu trzywierszowy napis „HONOR I OJCZYZNA”. W rogach sztandaru, w mniejszych wieńcach umieszczone były na tarczach:
- w prawym górnym rogu – wizerunek Matki Boskiej Częstochowskiej,
- w lewym górnym rogu – wizerunek św. Barbary,
- w prawym dolnym rogu – godła miast Bielska i Białej,
- w lewym dolnym rogu – odznaka pamiątkowa 21 pal,

na ramionach krzyża kawalerskiego znajdowały się wyhaftowane nazwy i daty ważniejszych bitew pułku:
- na górnym – „Rzeszów 25.V.1920”,
- na dolnym – „Gródek 29.VIII.1920”,
- na lewym – „Kuźnica 23.IX.1920”,
- na prawym – „Granne 20.VIII.1920”[12].

### Odznaka pamiątkowa
11 marca 1930 roku minister spraw wojskowych marszałek Polski Józef Piłsudski zatwierdził wzór i regulamin odznaki pamiątkowej 21 pułku artylerii polowej. Odznaka o wymiarach 42x42 mm ma kształt krzyża maltańskiego o ramionach pokrytych ciemnozieloną emalią z czarną obwódką, srebrną krawędzią i zakończonymi kulkami. Na środek krzyża nałożona srebrzysta swastyka prawoskrętna z numerem pułku „21”, na skrzyżowanych złoconych lufach armatnich. Odznaka oficerska, dwuczęściowa, wykonana w srebrze i emaliowana. Wykonawcą odznaki był Wiktor Gontarczyk z Warszawy. Istniała jednokolorowa wersja żołnierska

## Żołnierze pułku
Dowódcy pułku

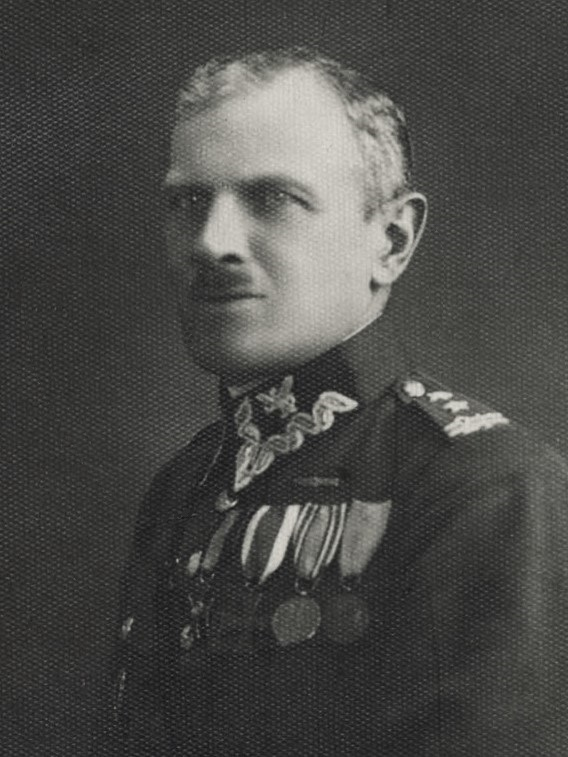
Konstanty Ważyński

- płk art. Romuald Kowalski (do 15 VIII 1922 → Rezerwa oficerów sztabowych DOK V[17])
- płk art. Karol Grodzicki (15 VIII 1922[17] – 2 X 1925 → zastępca szefa artylerii OK V[18])
- ppłk art. Edward d'Erceville (cz.p.o. od VII 1924[19])
- ppłk / płk art. Ignacy Bolesław Hermanowski (od 17 XI 1925[20])
- ppłk / płk art. dr Roman Władysław Odzierżyński (21 III 1928 – 19 VI 1933 → komendant Szkoły Strzelania Artylerii w Toruniu[21])
- ppłk dypl. art. Edward Rudowicz (p.o. VI 1933 – IV 1934)
- płk art. dr Włodzimierz Dembiński (IV 1934)
- płk dypl. Konstanty Kazimierz Ważyński (17 II 1938 – VIII 1939 → dowódca artylerii dywizyjnej 21 DP)
- ppłk Wojciech Pluta (VIII – IX 1939)

Zastępcy dowódcy pułku (od 1938 roku – I zastępca dowódcy)
- ppłk art. Adam Sielicki (15 X 1922[22][23] – 1924 → dowódca 14 dak)
- ppłk kontr. Gerald Vincent (od 15 VI 1924[24])
- ppłk art. Jan Geniusz (1928 –  III 1929 → dowódca 6 pap)
- mjr / ppłk art. Ludomir Kryński (IV 1929[25] – XII 1930 → dowódca 5 dak[26])
- ppłk dypl. art. Tadeusz Roman Tomaszewski (XII 1930[27] – X 1932 → szef sztabu DOK V[28])
- ppłk dypl. art. Edward Rudowicz (X 1932[28] – X 1935 → delegat SG przy DOKP Kraków)

### Żołnierze 21 pułku artylerii lekkiej - ofiary zbrodni katyńskiej
Biogramy ofiar zbrodni katyńskiej znajdują się między innymi w bazach udostępnionych przez Ministerstwo Kultury i Dziedzictwa Narodowego oraz Muzeum Katyńskie.
| Nazwisko i imię     | stopień              | zawód                    | miejsce pracy przed mobilizacją            | zamordowany |
| ------------------- | -------------------- | ------------------------ | ------------------------------------------ | ----------- |
| Fizek Karol         | podporucznik rezerwy | nauczyciel               | gimnazjum w Cieszynie                      | Katyń       |
| Kukucz Paweł        | porucznik rezerwy    | technik rolnik           | Średnia Szkoła Rolniczo-Leśna Żyrowiczach  | Katyń       |
| Majchrowski Romuald | podporucznik rezerwy |                          | naczelnik Zakładu Karnego w Bielsku-Białej | Katyń       |
| Michałek Teodor     | podporucznik rezerwy | nauczyciel               | gimnazjum                                  | Katyń       |
| Probst Jóżef        | podporucznik rezerwy | inżynier                 |                                            | Katyń       |
| Rostkowski Zygmunt  | podporucznik rezerwy | agronom                  |                                            | Katyń       |
| Szarowicz Kazimierz | podporucznik rezerwy | absolwent WSH w Krakowie | Sąd w Lesku                                | Katyń       |
| Tarach Zdzisław     | podporucznik rezerwy | urzędnik                 | PKP                                        | Katyń       |
| Tatarczyk Henryk    | podporucznik rezerwy | prawnik                  | sąd w Katowicach                           | Katyń       |
| Wiśniowski Alfred   | podporucznik rezerwy |                          |                                            | Katyń       |